# Gussau

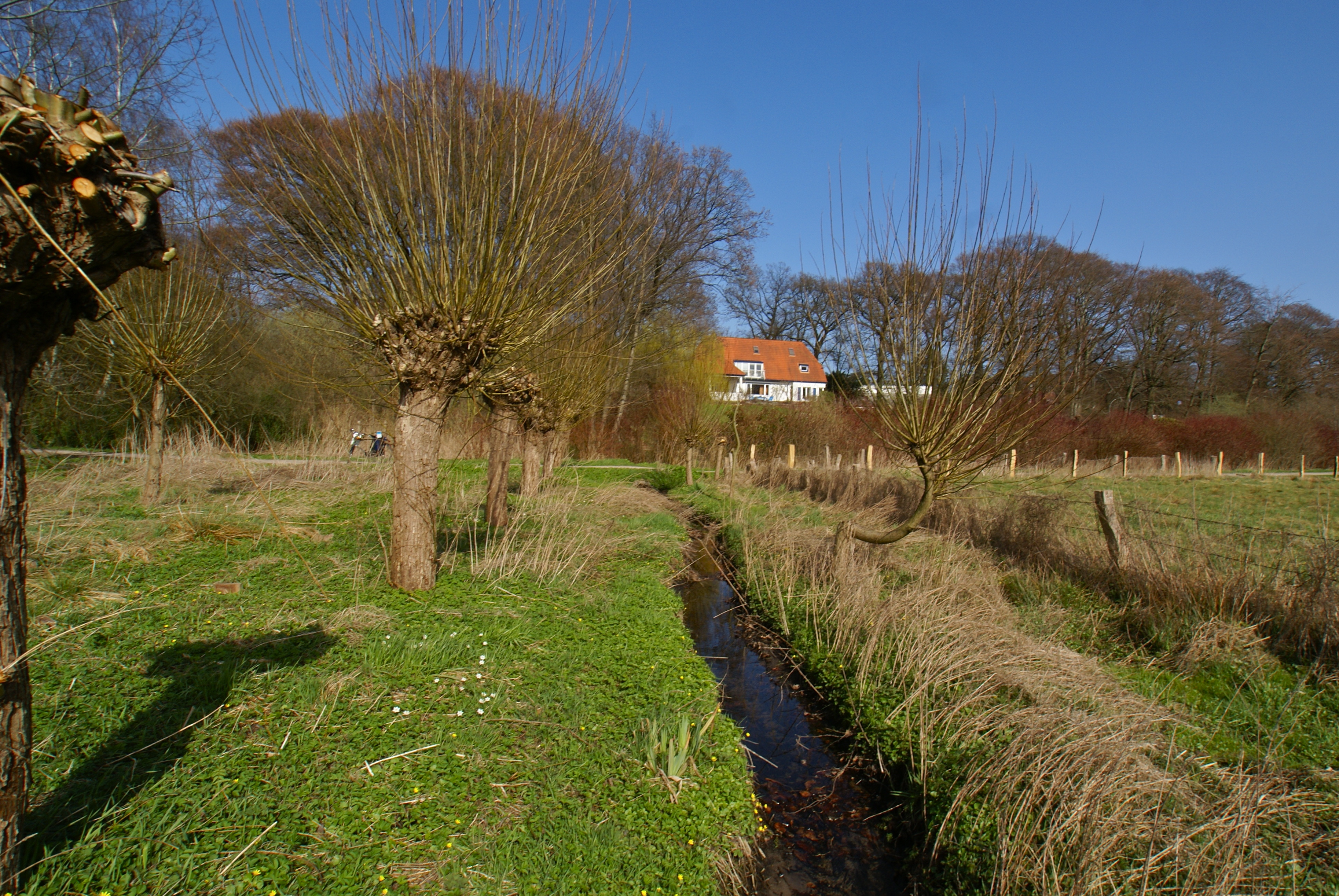
Els riu als Teichwiesen

El Gussau és un rierol d'Alemanya, que neix al carrer del mateix nom a Volksdorf, un nucli d'Hamburg i que desemboca 1,2 quilòmetres més a l'oest a un estany al Saselbek a la reserva natural dels Volksdorfer Teichwiesen. Via el Saselbek, l'Alster i l'Elba desguassa al mar del Nord.

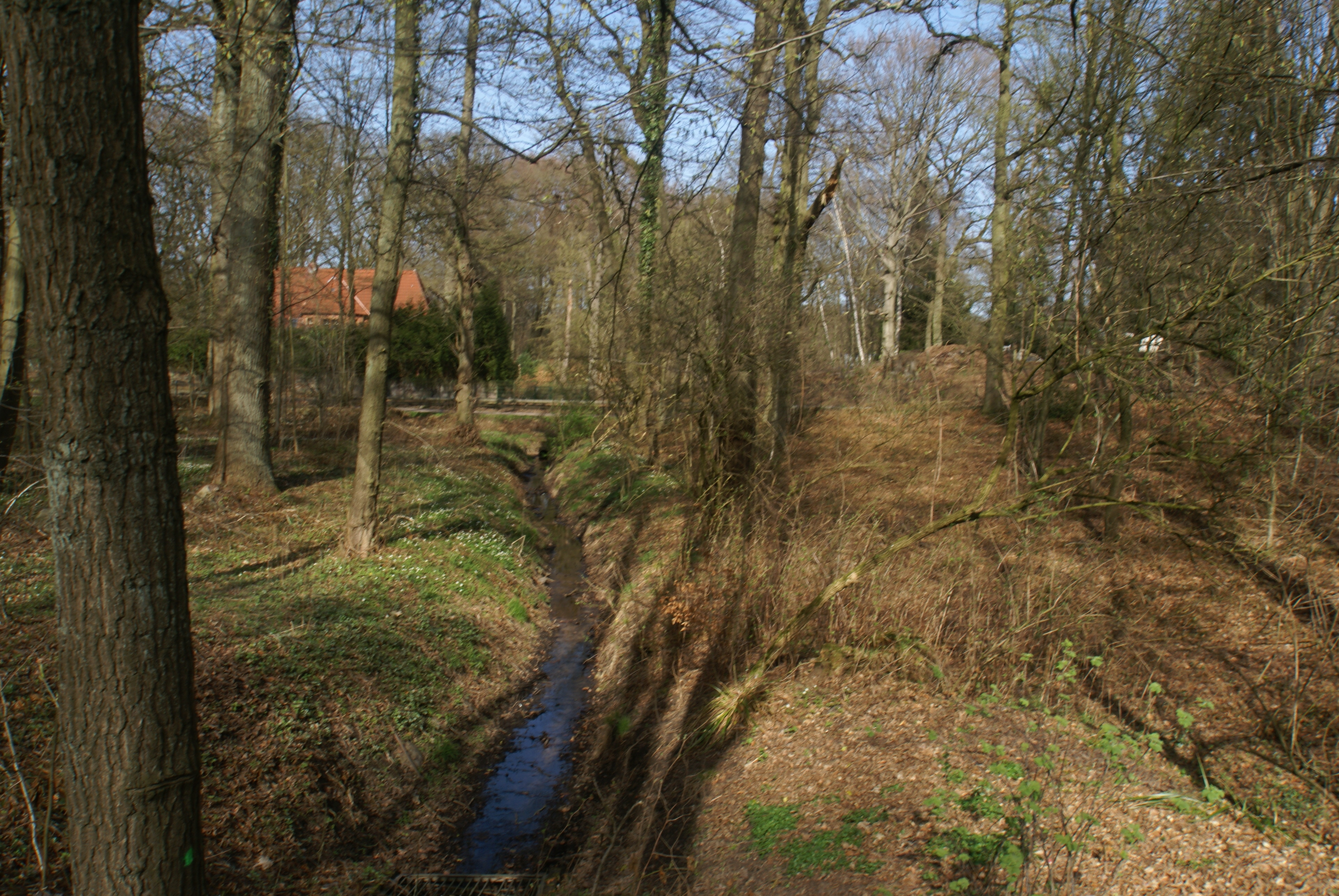
El Gussau a prop del carrer Waldweg

Comparteix la història geològica del Saselbek: un rierol d'aigua fosa que va excavar una “vall-túnel” sota la glacera que cobria el territori al Plistocè. El seu nom conté el sufix au que significa aigua, l'origen de la primera part és incert.